# Dom Moraes
Dominic Francis Moraes född 19 juli 1938 i Bombay, död 2 juni 2004 i Bandra, mer känd som Dom Moraes, var en indisk författare som skrev på engelska. 
Moraes föddes i Bombay (nu Mumbai) som son till Beryl och Frank Moraes, före detta redaktör för The Times of India. Han studerade vid St. Mary's High School (ISC), Mazagoan, Bombay.
Moraes tillbringade åtta år i Storbritannien där han bodde i London och Oxford (där han studerade vid universitetet), men bodde större delen av sitt liv i Mumbai (före detta Bombay).
Han var redaktör för magasin i London, Hongkong och New York. Han var redaktör för The Asia Magazine 1971. Han skrev manus och regisserade mer än 20 dokumentärfilmer för TV, BBC och ITV. Han var korrespondent i Algeriet, Israel och Vietnam. 
Moraes dog av hjärtinfarkt i Bandra, Mumbai. Han begravdes i Sewri Cemetery i Mumbai.  
1961 gifte han sig med Henrietta Moraes. Han har en son med sin andra fru Judy. 1969 gifte han sig med den indiska skådespelerskan Leela Naidu. 

### Utgivet på svenska
- Indisk utflykt 1961

## Priser och utmärkelser
- Hawthornden Prize 1958 för A Beginning